# マルシェコロール
マルシェコロールは、千葉県柏市・柏の葉地区で毎月1回開催している市場。

## 概要
マルシェコロールとは、フランス語で「色鮮やかな（コロール）市場（マルシェ）」のこと。つくばエクスプレス「柏の葉キャンパス」駅前周辺で毎月1回開催している。開催日は月により変更があるが、2010年5月より毎月第1土曜日が基本の定期開催日となる。
柏の葉地区は、つくばエクスプレスの開通に伴い住宅地やマンションが次々建設され、2012年までに駅前だけでも約1万人が移住してくる大規模都市開発エリア。マルシェコロール以外にも、はなまるマーケットなどのテレビ番組でも紹介されたご当地体操はっぱっぱ体操が有名である。

## 実施内容
地産地消の野菜や地域のお惣菜などの販売を中心としながら、アーティストによるパフォーマンスやフリーマーケット、市民団体の活動紹介などが行われ、柏の葉地区の見本市のような取り組みになっている。

### 地元野菜などの販売
新鮮な朝摘み農産物を販売している。柏市は農業が盛んな土地で、生産量日本一のカブ、日本で初めて生産されたチンゲン菜をはじめとした名産を中心に、旬な農産物が並ぶ。野菜販売に特化し、開始時間前に“朝市”を開催する場合もある。
農産物以外にも、柏市の店舗を中心に飲食物、雑貨等の販売が行われる。

### アートプロジェクト
アートプロジェクトでは、様々なアートの専門家集団「ウラハラ★藝大」とのコラボレーションを実施している。イラストレーターや書道家の実演など見て楽しめるパフォーマンスから、古着のリメイクやジャムづくりなどの体験型ワークショップを毎月多数実施している。

### フリーマーケット
マルシェコロール開始当初は10区画程度の出店だったが、2010年2月の開催よりフリーマーケット主催団体「PARC(パーク) 」と連携。現在では150区画程度の出店となっている。

### 市民交流
毎月1度地域住民が集まる場として、各種の交流や活動の紹介に活用している。柏の葉地区で進む住民参加プロジェクト「まちのクラブ活動」の紹介や参加者募集のブースを設けたり、街づくり関係者のトークショーやフォーラムなどと同時開催するケースも多い。

## 運営体制
マルシェコロールは、当初柏の葉地区の街づくり組織「柏の葉アーバンデザインセンター（UDCK）」の交流事業として誕生し、同センターの構成・協力団体で運営されてきた。現在は、地域住民や出店者で組織された自主運営団体「マルシェクラブ」に移管されつつあり、テントやテーブル等の設営や案内チラシの配布などの運営サポートを行っている。